# Sparekassen Fyn
Sparekassen Fyn var en dansk sparekasse, som opstod 1964 ved en fusion mellem Fyens Stifts Sparekasse, Bogense Sparekasse, Landbosparekassen for Fyn og flere andre. Sparekassens levetid blev kort, for 1. april 1973 blev den fusioneret med Bikuben til Sparekassen Danmark.
Fabrikant Erik Scheibel var en drivende kraft bag fusionen. 1965-72 var Jens Pedersen adm. direktør.
Den overtog Fyens Stifts Sparekasses hovedsæde på Fisketorvet 8-10 i Odense. I 1966 blev nogle af disse bygninger revet ned og nye opført ved Jørgen Stærmose.